# Xenylla cavarai
Xenylla cavarai är en urinsektsart som beskrevs av Caroli 1914. Xenylla cavarai ingår i släktet Xenylla och familjen Hypogastruridae. Inga underarter finns listade i Catalogue of Life.